# Millstadt (Illinois)

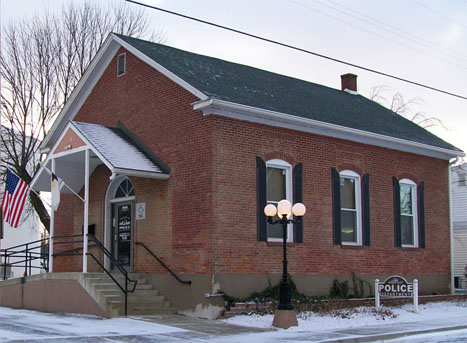
Commercial Club und Police Headquarters

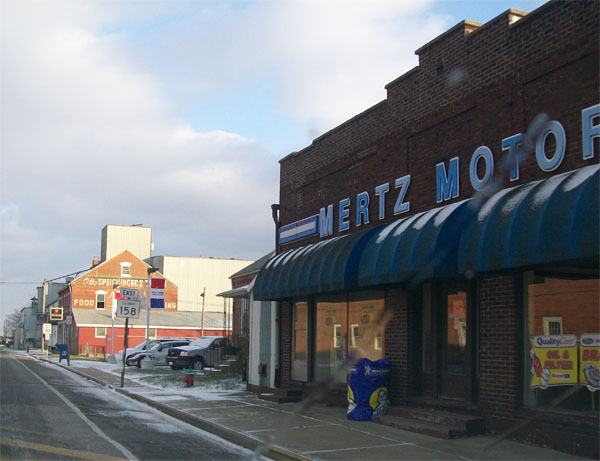
Downtown

Millstadt ist eine Gemeinde (Village) im St. Clair County in Illinois in den Vereinigten Staaten. Das U.S. Census Bureau hat bei der Volkszählung 2020 eine Einwohnerzahl von 4.071 ermittelt.
Millstadt liegt am südlichen Ende der Illinois Route 163, die sich hier mit der Illinois Route 158 kreuzt. Die Stadt liegt im Metro-East genannten östlichen Teil der Metropolregion Greater St. Louis um die 6 km nordwestlich gelegene Stadt St. Louis im benachbarten Missouri.

## Geographie
Laut dem United States Census Bureau hat Millstadt eine Fläche von 2,9 km².

### Stadtgebiet
Der Aufbau des Stadtzentrums wird durch die Kreuzung zweier State Highways gebildet.
Illinois State Route 158, oder Washington Avenue, führt im Westen nach Columbia und im
Osten nach Belleville.
Die andere Hauptstraße ist die Jefferson Avenue, deren nördlicher Teil das südliche Ende der Illinois State Route 163
bildet. Diese führt in nördlicher Richtung nach Centreville, wobei sie Highways kreuzt,
auf denen man St. Louis erreichen kann.
Das südliche Ende der Jefferson Avenue heißt dann außerhalb von Millstadt Floraville Road.

## Geschichte
Während eines gemeinschaftlichen Scheunenbaus 1836 wurde vorgeschlagen, eine Stadt auf dem Landbesitz von Henry Randleman zu gründen. Sie sollte „Centreville“ heißen, weil der Ort gleich weit von Belleville, Columbia, und Pittsburg Lake entfernt ist.
Am 13. März 1837 wurde eine Flurkarte erstellt.
1880 wurde der Name in Millstadt geändert, da der Name Centreville bereits von einer anderen Stadt in der Nähe benutzt wurde.
Eine weitere Version (von der Homepage der Schule von Millstadt): „Die Geschichte, wie aus Centreville Millstadt wurde, war ungefähr so: Das jetzige Centreville und unser Centreville hatte jedes ein Postamt, in denen eine große Menge Post durcheinander kam und falsch ausgeliefert wurde. Unsere Vorfahren beantragten eine offizielle Organisation durch den Staat. Sie hatten sich entschieden, den Namen „Mittlestadt“ oder „Middlestadt“ anzunehmen. Das Schreiben wurde falsch gedeutet und die Akten mit „Millstadt“ zurückgeschickt. Wie Sie sich denken können, hat die Regierungsgruppe beschlossen, diesen Namen zu behalten, da wir mehrere Mühlen zu dieser Zeit hatten und der Name passte.“

## Demographie
Zum Zeitpunkt des United States Census 2000 bewohnten Millstadt 2794 Menschen, 1148 Haushalte und 813 Familien mit Wohnsitz in der Gemeinde.
Die Bevölkerungsdichte betrug 971,9 Personen pro km². Es gab 1196 Wohneinheiten, durchschnittlich 416,0 pro km².
Die Bevölkerung Millstadts bestand zu 98,68 % aus Weißen, 0,25 % Ureinwohnern, 0,25 % Asiaten, 0,29 % Menschen anderer Hautfarbe. 0,54 % der Befragten nannten zwei oder mehr Rassen, 0,75 % der Bevölkerung erklärten, Hispanos oder Latinos zu sein.
Es gab 1148 Haushalte, in 31,8 % davon lebten Kinder unter 18 Jahren, 59,1 % waren zusammenlebende verheiratete Paare, 8,9 % hatten einen
weiblichen Haushaltsvorstand ohne Ehemann, und 29,1 % bildeten keine Familien. 25,3 % der Haushalte bestanden aus Einzelpersonen und in
12,5 % aller Haushalte lebte jemand im Alter von 65 Jahren oder mehr alleine.
Die durchschnittliche Haushaltsgröße betrug 2,43 und die durchschnittliche Familiengröße 2,92 Personen.
Die Bevölkerung verteilte sich auf 23,7 % Minderjährige, 7,6 % 18–24-Jährige, 28,6 % 25–44-Jährige, 22,9 % 45–64-Jährige und 17,3 % im Alter von 65 Jahren oder älter.
Das Durchschnittsalter betrug 39 Jahre. Auf jeweils 100 Frauen entfielen 91,5 Männer. Bei den über 18-Jährigen entfielen auf 100 Frauen 87,5 Männer.
Das mittlere Haushaltseinkommen betrug 47.824 US-Dollar und das mittlere Familieneinkommen erreichte die Höhe von 56.378 US-Dollar.
Das Durchschnittseinkommen der Männer betrug 40.893 US-Dollar, gegenüber 27.196 US-Dollar bei den Frauen.
Das Pro-Kopf-Einkommen belief sich auf 21.914 US-Dollar.
3,2 % der Bevölkerung und 4,0 % der Familien hatten ein Einkommen unterhalb der Armutsgrenze, davon waren 5,9 % minderjährige und 5,1 % 65 Jahre und älter.

## Politik

### Bürgermeister
Mike Todd

### Städtepartnerschaften
- Groß-Bieberau (Deutschland)

## Öffentliche Einrichtungen

### Schulen
Grundschulen
- Millstadt Consolidated School
- St. James Catholic School

High Schools
(alle sind in der Nähe von Belleville (Illinois))
- Althoff Catholic High School
- Belleville Township High School West, District 201

### Kirchen
- Christian Assembly Church (nicht konfessionell)
- Concordia United Church of Christ (Vereinigte Kirche Christi)
- Gateway Baptist Church (Southern Baptist)
- St. James Catholic Church (römisch-katholisch)
- Trinity Lutheran Church (Missouri Synod)
- Zion Evangelical Church (nicht konfessionell)

### Friedhöfe
- Millstadt Cemetery (früher: Centreville Cemetery)
- Mount Evergreen Cemetery
- St. James Catholic Cemetery

## Persönlichkeiten
William N. Baltz (Politiker und Bürgermeister)
Werner Seubert (Bürgermeister und Unterstützer des Austausches zwischen Millstadt und Groß-Bieberau)
Miles Davis (berühmter Jazz-Trompeter)